# Consoană fricativă dentală sonoră
În fonetică, consoana fricativă dentală sonoră este un sunet consonantic care apare în unele limbi vorbite. Simbolul său fonetic este [ð]. În limba română nu există; cuvintele românești împrumutate din alte limbi care la origine conțineau acest sunet se pronunță fie cu [d] fie cu [z], de exemplu cuvântul provenit din limba engleză rutherford /'ra.dər.ford/ (unitate de măsură pentru radioactivitate).
Această consoană se mai numește interdentală în loc de dentală, deoarece se pronunță mai degrabă cu vârful limbii între incisivi decît atingând cu limba partea anterioară a incisivilor superiori așa cum se întâmplă în cazul altor consoane dentale.
În afară de limba engleză, această consoană mai apare de exemplu în albaneză, islandeză (unde se notează chiar cu litera ð), finlandeză, etc.
Perechea surdă a acestui sunet este consoana fricativă dentală surdă [θ].

## Pronunție
- Modul de articulare este fricativ, adică în timpul articulării canalul fonator se strîmtează suficient pentru a produce o turbulență audibilă a aerului, dar nu se închide complet în nici un moment.
- Locul de articulare este dental, adică prin plasarea limbii pe incisivii superiori și/sau inferiori.
- Este o consoană sonoră, adică în timpul pronunției sale coardele vocale vibrează.
- Este o consoană orală, adică fluxul de aer lăsat să iasă pe gură.
- Este o consoană centrală, adică aerul trece pe deasupra părții centrale a limbii.
- Este o consoană pulmonară, adică obținută prin aplicarea unei presiuni din plămâni.

| Consoane Vezi și AFI, vocale. | Consoane Vezi și AFI, vocale.  | Consoane Vezi și AFI, vocale.  | Consoane Vezi și AFI, vocale.  | Consoane Vezi și AFI, vocale.  | Consoane Vezi și AFI, vocale. | Consoane Vezi și AFI, vocale. | Consoane Vezi și AFI, vocale. | Consoane Vezi și AFI, vocale. | Consoane Vezi și AFI, vocale. | Consoane Vezi și AFI, vocale. | Consoane Vezi și AFI, vocale. | Consoane Vezi și AFI, vocale. | Consoane Vezi și AFI, vocale. | Consoane Vezi și AFI, vocale. | Consoane Vezi și AFI, vocale. | Consoane Vezi și AFI, vocale. | Consoane Vezi și AFI, vocale. | Consoane Vezi și AFI, vocale. | Consoane Vezi și AFI, vocale. | Modificare               | Modificare               | Modificare               | Modificare               | Modificare               | Modificare               | Modificare               |
| Mod de articulare | Loc de articulare              | Loc de articulare              | Loc de articulare              | Loc de articulare              | Loc de articulare             | Loc de articulare             | Loc de articulare             | Loc de articulare             | Loc de articulare             | Loc de articulare             | Loc de articulare             | Loc de articulare             | Loc de articulare             | Loc de articulare             | Loc de articulare             | Loc de articulare             | Loc de articulare             | Loc de articulare             | Loc de articulare             | Loc de articulare        | Loc de articulare        | Loc de articulare        | Loc de articulare        | Loc de articulare        | Loc de articulare        | Loc de articulare        |
| Mod de articulare | Bi- labiale                    | Bi- labiale                    | Labio- dentale                 | Labio- dentale                 | Dentale                       | Dentale                       | Alveo- lare                   | Alveo- lare                   | Post- alveo- lare             | Post- alveo- lare             | Alveolo- palatale             | Alveolo- palatale             | Retro- flexe                  | Retro- flexe                  | Palatale                      | Palatale                      | Velare                        | Velare                        | Uvulare                       | Uvulare                  | Farin- gale              | Farin- gale              | Epi- glotale             | Epi- glotale             | Glotale                  | Glotale                  |
| Flux pulmonar |                                |                                |                                |                                |                               |                               |                               |                               |                               |                               |                               |                               |                               |                               |                               |                               |                               |                               |                               |                          |                          |                          |                          |                          |                          |                          |
| Oclusive | p                              | b                              |                                |                                | t̪                             | d̪                             | t                             | d                             |                               |                               |                               |                               | ʈ                             | ɖ                             | c                             | ɟ                             | k                             | ɡ                             | q                             | ɢ                        |                          |                          | ʡ                        | -                        | ʔ                        | -                        |
| Africate | p͡ɸ                             | b͡β                             |                                |                                | t̪͡θ                            | d̪͡ð                            | t͡s                            | d͡z                            | t͡ʃ                            | d͡ʒ                            | t͡ɕ                            | d͡ʑ                            | ʈ͡ʂ                            | ɖ͡ʐ                            | c͡ç                            | ɟ͡ʝ                            | k͡x                            | ɡ͡ɣ                            | q͡χ                            | ɢ͡ʁ                       |                          |                          | ʡ͡ʜ                       | -                        | ʔ͡h                       | -                        |
| Fricative | ɸ                              | β                              | f                              | v                              | θ                             | ð                             | s                             | z                             | ʃ                             | ʒ                             | ɕ                             | ʑ                             | ʂ                             | ʐ                             | ç                             | ʝ                             | x                             | ɣ                             | χ                             | ʁ                        | ħ                        | ʕ                        | ʜ                        | ʢ                        | h                        | ɦ                        |
| Sonante |                                |                                |                                | ʋ                              |                               |                               |                               | ɹ                             |                               |                               |                               |                               |                               | ɻ                             |                               | j                             |                               | ɰ                             |                               |                          |                          |                          |                          |                          | -                        | -                        |
| Vibrante |                                | ʙ                              |                                |                                |                               | r̪                             |                               | r                             |                               |                               |                               |                               |                               |                               |                               |                               | -                             | -                             |                               | ʀ                        |                          |                          |                          |                          | -                        | -                        |
| Bătute |                                |                                |                                | ⱱ                              |                               |                               |                               | ɾ                             |                               |                               |                               |                               |                               | ɽ                             |                               |                               | -                             | -                             |                               |                          |                          |                          |                          |                          | -                        | -                        |
| Africate laterale | -                              | -                              | -                              | -                              |                               |                               | t͡ɬ                            | d͡ɮ                            |                               |                               |                               |                               |                               |                               |                               |                               |                               |                               |                               |                          | -                        | -                        | -                        | -                        | -                        | -                        |
| Fricative laterale | -                              | -                              | -                              | -                              |                               |                               | ɬ                             | ɮ                             |                               |                               |                               |                               |                               |                               |                               |                               |                               |                               |                               |                          | -                        | -                        | -                        | -                        | -                        | -                        |
| Sonante laterale | -                              | -                              | -                              | -                              |                               | l̪                             |                               | l                             |                               |                               |                               |                               |                               | ɭ                             |                               | ʎ                             |                               | ʟ                             |                               |                          | -                        | -                        | -                        | -                        | -                        | -                        |
| Bătute laterale | -                              | -                              | -                              | -                              |                               |                               |                               | ɺ                             |                               |                               |                               |                               |                               |                               |                               |                               |                               |                               |                               |                          | -                        | -                        | -                        | -                        | -                        | -                        |
| Nazale |                                | m                              |                                | ɱ                              |                               | n̪                             |                               | n                             |                               |                               |                               |                               |                               | ɳ                             |                               | ɲ                             |                               | ŋ                             |                               | ɴ                        | -                        | -                        | -                        | -                        | -                        | -                        |
| Flux glotal (explozive și implozive) |                                |                                |                                |                                |                               |                               |                               |                               |                               |                               |                               |                               |                               |                               |                               |                               |                               |                               |                               |                          |                          |                          |                          |                          |                          |                          |
| Oclusive explozive | pʼ                             |                                |                                |                                |                               |                               | tʼ                            |                               |                               |                               |                               |                               | ʈʼ                            |                               | cʼ                            |                               | kʼ                            |                               | qʼ                            |                          |                          |                          |                          |                          | -                        | -                        |
| Fricative explozive | ɸʼ                             |                                | fʼ                             |                                |                               |                               | sʼ                            |                               | ʃʼ                            |                               | ɕʼ                            |                               | ʂʼ                            |                               | çʼ                            |                               | xʼ                            |                               | χʼ                            |                          |                          |                          |                          |                          | -                        | -                        |
| Implozive |                                | ɓ                              |                                |                                |                               |                               |                               | ɗ                             |                               |                               |                               |                               |                               |                               |                               | ʄ                             |                               | ɠ                             |                               | ʛ                        |                          |                          |                          |                          | -                        | -                        |
| Flux velar (clicuri) |                                |                                |                                |                                |                               |                               |                               |                               |                               |                               |                               |                               |                               |                               |                               |                               |                               |                               |                               |                          |                          |                          |                          |                          |                          |                          |
| Clicuri centrale | ʘ                              |                                |                                |                                | ǀ                             |                               |                               |                               |                               |                               | ǃ                             |                               |                               |                               | ǂ                             |                               | -                             | -                             | -                             | -                        | -                        | -                        | -                        | -                        | -                        | -                        |
| Clicuri laterale | -                              | -                              | -                              | -                              | -                             |                               | ǁ                             |                               |                               |                               |                               |                               |                               |                               |                               |                               | -                             | -                             | -                             | -                        | -                        | -                        | -                        | -                        | -                        | -                        |
| Articulații multiple |                                |                                |                                |                                |                               |                               |                               |                               |                               |                               |                               |                               |                               |                               |                               |                               |                               |                               |                               |                          |                          |                          |                          |                          |                          |                          |
| Fricativă postalveolovelară: ɧ | Fricativă postalveolovelară: ɧ | Fricativă postalveolovelară: ɧ | Fricativă postalveolovelară: ɧ | Fricativă postalveolovelară: ɧ | Sonantă labiovelară: w        | Sonantă labiovelară: w        | Sonantă labiovelară: w        | Sonantă labiovelară: w        | Sonantă labiovelară: w        | Sonantă labiovelară: w        | Sonantă labiovelară: w        | Fricativă labiovelară: ʍ      | Fricativă labiovelară: ʍ      | Fricativă labiovelară: ʍ      | Fricativă labiovelară: ʍ      | Fricativă labiovelară: ʍ      | Fricativă labiovelară: ʍ      | Fricativă labiovelară: ʍ      | Sonantă labiopalatală: ɥ      | Sonantă labiopalatală: ɥ | Sonantă labiopalatală: ɥ | Sonantă labiopalatală: ɥ | Sonantă labiopalatală: ɥ | Sonantă labiopalatală: ɥ | Sonantă labiopalatală: ɥ | Sonantă labiopalatală: ɥ |
| Legendă: |                                |                                |                                |                                |                               |                               |                               |                               |                               |                               |                               |                               |                               |                               |                               |                               |                               |                               |                               |                          |                          |                          |                          |                          |                          |                          |
| ■ Celulele gri corespund unor articulări considerate imposibile. ■ Celulele galbene corespund consoanelor din limba română. ■ Celulele crem indică alofone ale unor consoane din limba română. În perechile de consoane, cea din stânga este surdă, iar cea din dreapta este sonoră. |                                |                                |                                |                                |                               |                               |                               |                               |                               |                               |                               |                               |                               |                               |                               |                               |                               |                               |                               |                          |                          |                          |                          |                          |                          |                          |